# Мономотапа
Мономота́па (также Мунхумутапа, Мвенемутапа, шона Wene we Mutapa) — крупное раннеклассовое государственное образование доколониального периода на территории Южной Африки. Занимало территорию современного Зимбабве и отчасти Мозамбика, ЮАР, Лесото, Эсватини, Ботсваны, Намибии и Замбии.
Было создано племенем (кланом) каранга народа шона на основе местной «культуры Зимбабве» раннего железного века и межплеменных союзов, сложившихся к концу 1-го тысячелетия. Расцвет империи Мономотапа приходится на XIII—XV века; с конца того же периода начинает использоваться название Мономотапа, связанное с династическим титулом правителя («мвене мутапа», «мванамутапу»), также выполнявшего функции верховного жреца и военного предводителя племенной знати.
Ко времени появления в Южной Африке португальцев государство Мономотапа уже распалось на несколько более мелких образований. Источником знаний об истории государства остаются археологические находки так называемой «культуры Зимбабве» (известной благодаря исполинским стенам Большого Зимбабве, свидетельствующим о развитии монументального каменного строительства), а также устная традиция.

## История

### Первые сведения

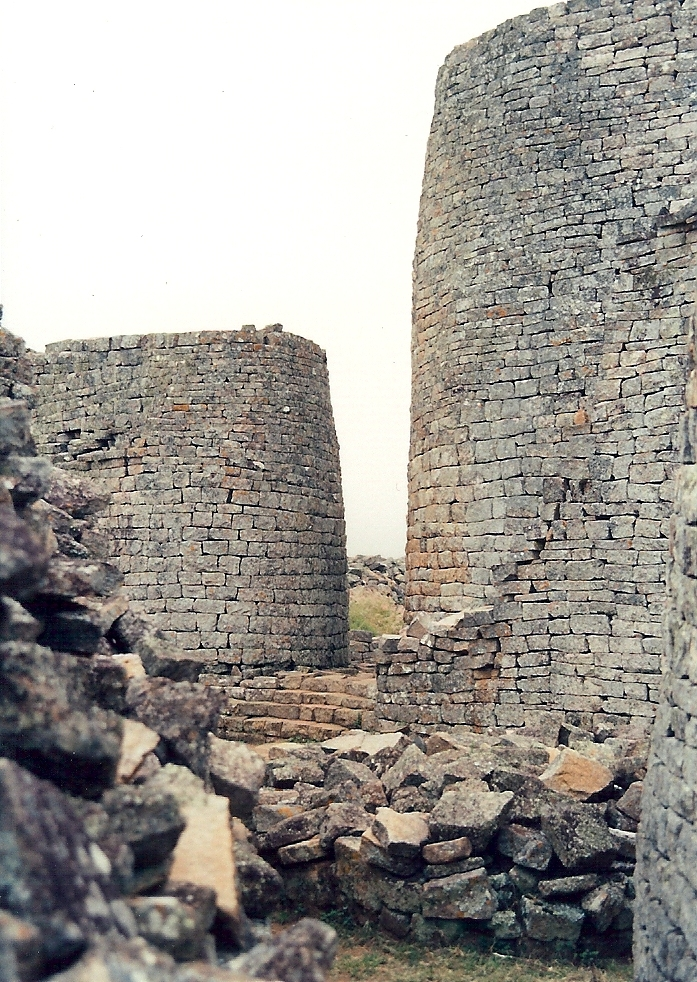
Стены Большого Зимбабве

Уже в X веке арабские источники сообщают о богатом золотом государстве во внутренних районах Южной Африки. Археологический комплекс Большой Зимбабве относится к периоду с XIII по XV век. Вероятно, этот район издавна был центром экономического производства — в первую очередь земледелия и скотоводства, что со временем привело к формированию более сложного общества.
В эпоху расцвета население столичного города, Большого Зимбабве, составляло, по разным оценкам, от 10 до 18 тысяч человек. К этой же эпохе относится ряд более мелких поселений и множество находок, принадлежащих той же археологической культуре. При этом, несмотря на культурную общность, нельзя с уверенностью утверждать, что вся территория распространения этой культуры принадлежала государству, центром которого был Большой Зимбабве.
Хозяйство Мономотапы, основанное на мотыжном и орошаемом земледелии и в меньшей степени на садоводстве, носило преимущественно натуральный характер. На территории государства активно велась добыча полезных ископаемых — меди, железа и золота; выплавка руды и кузнечное дело в обилии обеспечивали её железными орудиями труда. Также существовали различные ремёсла: гончарство, ткачество, изготовление музыкальных инструментов, резьба по камню, кости или дереву, производство украшений. Особое развитие получило монументальное каменное строительство.

### Экспансия
Расцвет государства наблюдался при правителях Ньятсимба Мутота (1420—1450) и Матопе (1450—1480). Первый из них, Ньятсимба Мутота, в поисках источников соли покинул Большой Зимбабве и устремился на север, где в 350 км от старой столицы основал новую. При Матопе же политический контроль государства мог распространяться от реки Замбези до Трансвааля и от пустыни Калахари до Индийского океана.
Около 1450 года Большой Зимбабве потерял своё значение, что, вероятно, связано с истощением природных ресурсов, которые не могли далее поддерживать такое значительное население. После этого столица была перенесена в Звонгомбе (близ современного Хараре), а Большой Зимбабве, в котором шоны жили вплоть до начала XIX века, сохранял роль ритуального центра. С этого момента на смену царству Зимбабве пришло собственно государство Мономотапа.

### Контакты с внешним миром
Как свидетельствуют археологические находки, государство Мономотапа поддерживало торговые связи с арабским миром, а также, через арабских и суахилийских купцов, с Индией и Китаем. Из порта в Софале на юге дельты реки Замбези экспортировались золото и слоновая кость, ввозились фарфор и текстиль. Вероятно, посредниками в торговле выступали купцы «арабского берега» (говорившие на суахили) и малайцы. В государстве Мономотапа был также развит внутренний торговый обмен, в котором денежным эквивалентом выступали медные слитки особой формы.
Когда около 1500 года в этом регионе появились португальцы, они застали два крупных государственных образования: Мутапа на севере (ядром его были каранга, один из кланов шона) и Торва (также, вероятно, принадлежавшее шона) на юго-востоке. Португальцы посещали главным образом государство Мутапа, с 1560-х годов поддерживая с ним регулярные контакты.
В 1569—1572 годах Франсишку Баррету возглавил португальскую экспедицию вглубь государства Мономотапа, преследовавшую цель захватить легендарные золотые копи империи, но провозглашавшую религиозные мотивы «крестового похода» в отместку за убийство иезуитского проповедника. Местные жители так и остались при традиционном культе, включавшем поклонение собственному богу-творцу, которого называли Мвари, духам и царским предкам. Роль священнослужителей-медиумов, известных как мондоро, была в их обществе чрезвычайно высока.
Изображение крепости, округлые очертания которой напоминают стены цитадели столицы царства Большой Зимбабве, имеются уже на недавно оцифрованной карте Африки из «Атласа мира» Урбано Монте 1587 года.

### Упадок
Около 1600 года в Торва разразилась гражданская война, в ходе которой оттуда были изгнаны торговцы-мусульмане. Около 1650 года в Торва к власти пришло племя розви, входившее в один из кланов шона — чангамире. Центром государства розви был город Данангомбе (сегодня Дхлодхло). В Данангомбе и Кхами (предыдущей столице Торва) сохранились каменные укрепления. Правители империи Розви, также носившие титул мвене мутапа, признавали сюзеренитет Португалии с 1629 года.
В государстве Мутапа важнейшую роль играл торговый город Масапа, в нём существовали и другие, более мелкие укрепления, часто также каменные. Со временем под португальским влиянием государство Мутапа также распалось на несколько мелких княжеств. Когда последний мвене мутапа умер в 1759 году, земли шона погрузились в гражданскую войну. Это положение сохранялось примерно до 1830 года.
В начале XIX века войны правителя зулусов Чаки привели к вторжению ряда народов с юго-востока Южной Африки. Последствия этого процесса, так называемого мфекане, затронули и государства шона. В 1834 году матабеле под руководством Мзиликази вторглись в нынешний Зимбабве и подчинили себе государства розви, около 1860 года они завоевали и северные племена шона.
Португальские и более поздние европейские путешественники подчас связывали Мономотапу с библейской страной Офир, которая славилась золотом, драгоценностями и другими диковинами. С Офиром также ассоциировали царицу Савскую и место нахождения золотых приисков, ставших источником богатства царя Соломона. Поиски этих «копей царя Соломона» в Африке напоминали аналогичные поиски Эльдорадо в Южной Америке.